# Агустін Каноббіо
Агустін Каноббіо (ісп. Agustín Canobbio, нар. 1 жовтня 1998, Монтевідео) — уругвайський футболіст, півзахисник бразильського клубу «Флуміненсе». 
Виступав, зокрема, за уругвайські клуби «Пеньяроль» та «Фенікс», а також національну збірну Уругваю. Дворазовий чемпіон Уругваю.

## Клубна кар'єра
Агустін Каноббіо народився 1998 року в місті Монтевідео. Розпочав займатися футболом у юнацьких командах футбольних клубів «Клуб Сосіаль і Депортіво Корсега» і «Карраско Поло», пізніше перейшов до школи футбольного клубу «Фенікс». У дорослому футболі дебютував 2016 року виступами за основну команду клубу «Фенікс», в якій грав до 2018 року, взявши участь у 41 матчі чемпіонату.
У 2018 році Каноббіо привернув увагу одного з двох найсильніших уругвайських клубів «Пеньяроль», та став гравцем цього клубу. У перший же сезон у складі «Пеньяроля» став чемпіоном Уругваю. Проте в 2020 році футболіст повернувся до складу «Фенікса». У 2021 році він знову став гравцем «Пеньяроля», й у цьому році вдруге у складі команди став чемпіоном країни.
До складу бразильського клубу «Атлетіку Паранаенсе» приєднався 2022 року. Станом на жовтень 2023 року відіграв за команду з Куритиби 56 матчів в національному чемпіонаті.

## Виступи за збірні
Протягом 2016—2017 років Агустін Каноббіо залучався до складу молодіжної збірної Уругваю. На молодіжному рівні зіграв у 21 офіційному матчі.
У 2022 року Каноббіо дебютував у складі національної збірної Уругваю. У 2022 році футболіста включили до складу збірної для участі в чемпіонаті світу 2022 року у Катарі.

## Титули і досягнення
- Чемпіон Уругваю (2):

«Пеньяроль»: 2018, 2021
- Володар Суперкубка Уругваю (2):

«Пеньяроль»: 2018, 2022
- Переможець Ліги Паранаенсе (1):

«Атлетіку Паранаенсі»: 2023
Збірні
- Чемпіон Південної Америки (U-20) (1): 2017
- Бронзовий призер Кубка Америки: 2024[1]